# Scibe Airlift
Scibe Airlift era una aerolínea con base en la República Democrática del Congo (anterior Zaire). Operaba desde el Aeropuerto Internacional de N'Djili, Kinshasa.
La aerolínea se encontraba en la lista de aerolíneas prohibidas en la Unión Europea, por razones de seguridad. Todas las aerolíneas dependientes de la dirección de aviación civil de la República Democrática del Congo están en esta lista.

## Accidentes e incidentes
- El 13 de diciembre de 1992 un Fokker F-27-400M operado por Scibe Airlift Cargo se estrelló provocando 37 muertes a unos 10 km de Goma
- El 18 de enero de 1994 un Learjet 24D operado por Scibe Airlift Cargo se quedó sin combustible y se estrelló durante la aproximación en un vuelo posicional desde el aeropuerto de Cotonú (COO/DBBB), Benín a Kinshasa-Aeropuerto N'Djili (FIH/FZAA) matando a los dos miembros de la tripulación.[3]
- El accidente de Air Africa de 1996 mató a unas 297 personas, la mayoría en tierra. Se trataba de un avión alquilado a Scibe.[4]